# Венда (бантустан)
Республіка Венда — номінально незалежне держава (бантустан), що існувала з 1970-х років до 1994 року на півночі Південно-Африканської Республіки (провінція Трансвааль, нині провінція Лімпопо. Це утворення призначалося для всіх жителів ПАР, що належать до народу венда.
Автономія була отримана 1 лютого 1973 року. 13 вересня 1979 року південноафриканський уряд проголосив незалежність Венда, і всі жителі бантустана втратили громадянство ПАР. Як і «незалежність» інших бантустанов, незалежність Венда не була визнана міжнародним співтовариством.
Спочатку бантустан Венда являв собою дві ділянки землі в Трансваалі, з більшою «головною» частиною і невеликим ексклавом на південь. Столиця спочатку розміщувалася в місті Сібаса, але з проголошенням незалежності (яка супроводжувалася також розширенням території і злиттям двох ділянок в одну) вона була переведена в Тхохояндоу. Президентом був оголошений Патрік Мпхепху, вождь народу венда. Більшість представників народності венда жили в бантустані. В 1990 році в Венді стався військовий переворот, ненадовго змістивший Мпхепху. 27 квітня 1994 року територія Венда була знову приєднана до Південно-Африканській Республіці.
В 1982 році був заснований Університет Венда в Тхохояндоу, існуючий досі.
| Прапор ПАР | Це незавершена стаття про Південно-Африканську Республіку. Ви можете допомогти проєкту, виправивши або дописавши її. |